# Elles Leferink
Elles Maria Leferink (* 14. November 1976 in Rossum, Overijssel) ist eine ehemalige Volleyballspielerin aus den Niederlanden, die u. a. 1996 an den Olympischen Spielen in Atlanta teilnahm und den fünften Platz belegte. 
Mit 19 Jahren führte sie die niederländische Nationalmannschaft zu Gold bei der Europameisterschaft 1995 im eigenen Land mit einem 3:0-Sieg im Endspiel über Kroatien. Im selben Jahr wurde sie zu Europas Volleyballerin des Jahres gewählt. Daneben wurde sie bei der Weltmeisterschaft 1998 und der Europameisterschaft 2003 als beste Aufschlägerin ausgezeichnet. Mit dem SSV Ulm 1846 gewann Leferink 2003 das „Double“ in Deutschland. Anschließend spielte sie in der niederländischen Liga bei Longa 59 Lichtenvoorde und gewann auch hier zweimal das „Double“.
Ihre geringe Körpergröße von 1,76 m machte die Linkshänderin durch ihre Sprungkraft und ausgefeilte Technik wett. Als Diagonalspielerin stand sie auch in der Annahme.
2007 beendete sie ihre Karriere um Mutter zu werden.

## Individuelle Auszeichnungen
- 1995 CEV „European Volleyball Player of the Year“
- 1998 World Championship „Best Server“
- 2003 European Championship „Best Server“